# Makinohara

Makinohara (牧之原市 Makinohara-shi?) este un municipiu din Japonia, prefectura Shizuoka.

## Legături externe
Materiale media legate de municipiul Makinohara la Wikimedia Commons